# Cot Leupong Jerat
Cot Leupong Jerat är en kulle i Indonesien.   Den ligger i provinsen Aceh, i den västra delen av landet, 1 800 km nordväst om huvudstaden Jakarta. Toppen på Cot Leupong Jerat är 70 meter över havet.
Terrängen runt Cot Leupong Jerat är kuperad söderut, men norrut är den platt.Runt Cot Leupong Jerat är det ganska glesbefolkat, med 43 invånare per kvadratkilometer. Trakten runt Cot Leupong Jerat består till största delen av jordbruksmark.